# Katorga

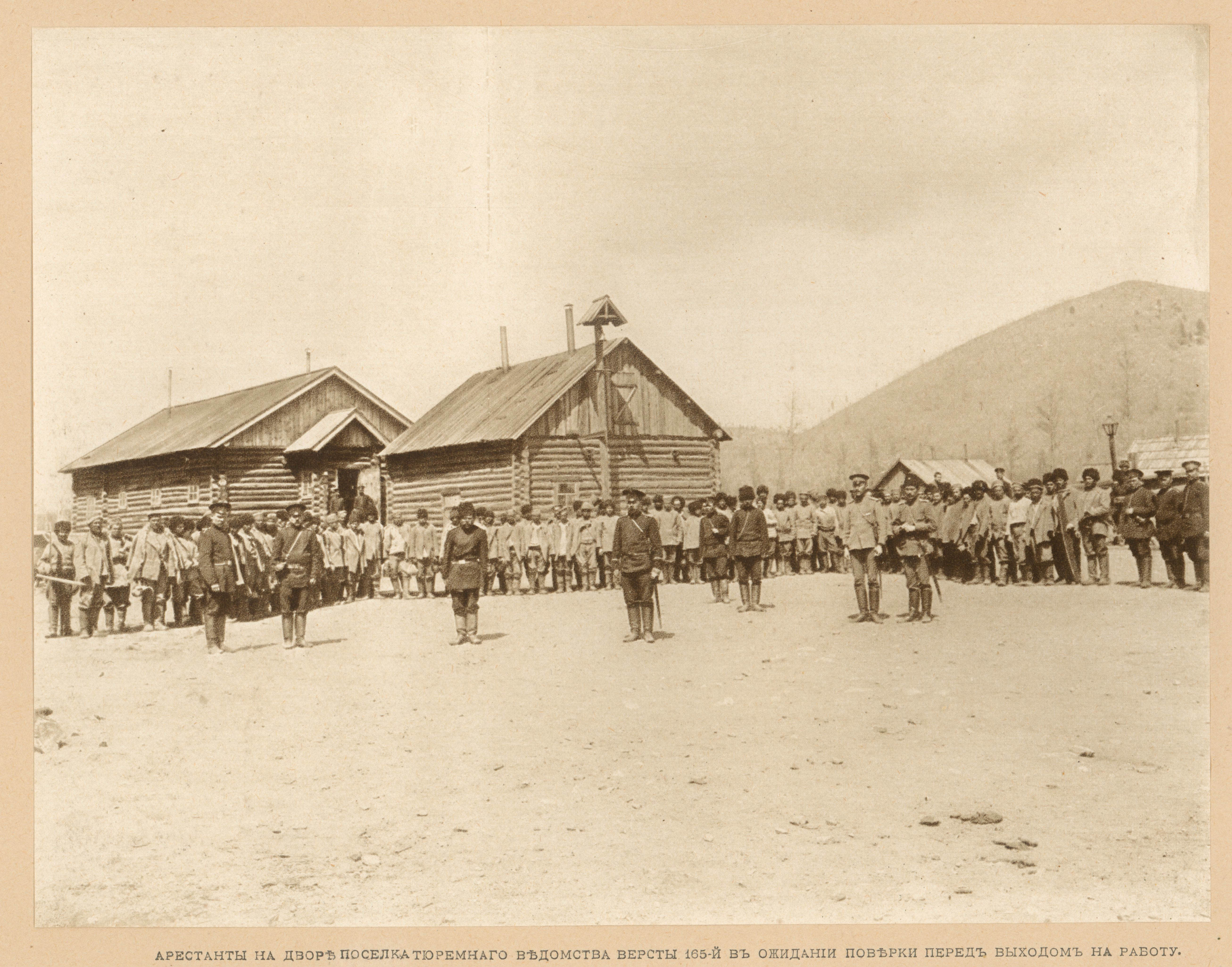
Sträflinge in einem Lager vor Antritt der Arbeit beim Bau der Amur-Eisenbahn (um 1908/1913)

Die Katorga (russisch ка́торга), abgeleitet vom griechischen kateirgon (»zwingen«), war nach der Todesstrafe die schwerste Strafe im Russischen Zarenreich, bei welcher der Sträfling verbannt wurde und Zwangsarbeit zu leisten hatte. Meist erfolgte eine Verschickung in die unwirtlichen Gebiete des Landes, wie etwa nach Sibirien und ab den 1870er Jahren auch auf die Insel Sachalin am östlichsten Ende des Zarenreichs. Ebenfalls verloren die Häftlinge sämtliche Bürgerrechte (Bürgerlicher Tod) und durften auch nach Ablaufen der Strafzeit nicht ins europäische Russland zurückkehren, sondern mussten den Rest ihres Lebens in der Verbannung verbringen.
Das Katorgasystem kann man in zwei historisch unterschiedlichen Zeitabschnitten finden: die zaristische Katorga, die Peter der Große in Russland einführte, und die stalinistische Katorga der Jahre von 1943 bis 1948. Ihr Wesen war jedoch recht ähnlich. Die Baltische Historische Kommission beschreibt die Katorga des russischen Strafkodexes von 1845 unter anderem wie folgt: Katorga war die schwerste Freiheitsstrafe ..., verbunden mit der Entziehung aller Standesrechte und Verlust der Familien- und Eigentumsrechte (§ 29). Sie war entweder lebenslänglich oder zeitig (4 bis 20 Jahre) und wurde in Bergwerken, Festungen oder Fabriken vollzogen. Für die Katorgalager der Stalinzeit gilt das Gleiche. Jacques Rossi vergleicht beide Systeme, wobei man daraus den Schluss ziehen kann, dass die stalinistische Katorga einem noch schärferen Regime unterzogen wurde.

## Geschichte
Verbannung als Strafe (ссы́лка ssylka) wurde erstmals mit dem Strafkodex von 1649 unter Zar Alexei I. begründet. Peter der Große begründete 1696 die Strafe der Katorga, die zunächst nicht in Sibirien geleistet wurde, sondern dazu dienen sollte, eine russische Flotte aufzubauen. Erst ab 1767 wurden die Häftlinge vermehrt nach Sibirien geschickt, um dort Zwangsarbeit zu leisten. Mit der faktischen Abschaffung der Todesstrafe unter Zarin Elisabeth im Jahr 1753 nahm die Zahl der Katorga-Häftlinge weiter zu. Noch weiter stiegen die Verschickungen ab 1760, da nun auch adlige Dorfbesitzer das Recht erlangten, Leibeigene nach eigenem Ermessen in die Verbannung zu schicken. Im Vordergrund stand die Ausbeutung der zahlreichen sibirischen Bodenschätze wie Gold, Silber, Eisen und Blei in Erzminen. Bis Mitte der 1850er Jahre war der Minendistrikt von Nertschinsk das größte und wichtigste Haftlager in Sibirien, verlor danach aber immer weiter an Bedeutung, da die Erzvorkommen erschöpft waren und die Zustände in den Lagern rapide schlechter wurden. Aus diesen Gründen wurde in den folgenden Jahrzehnten ein neuer Minendistrikt im Tal der Kara eingerichtet, der jedoch auch die Massen an Häftlingen nicht aufnehmen konnte.
Besonders durch die Aufstände in Kongresspolen zwischen 1830 und den 1860er Jahren stieg die Zahl der zu Katorga Verurteilten massiv an. Während anfangs vor allem russische Adlige aufgrund politischer Agitationen und Verschwörungen verbannt wurden, wie etwa die Teilnehmer des Dekabristenaufstandes 1825, waren es nun vor allem Angehörige der aufstrebenden Intelligenz, die den größten Anteil der Verbannten stellen. Mit den Reformen von 1890 wurden seitdem auch politische Häftlinge und reine Kriminelle nicht länger getrennt, was zu Konflikten in den Lagern führte. Mit der Revolution von 1905 und den gewandelten politischen Verhältnissen wurden bis zum Untergang des Zarenreichs nun vor allem politische Gefangene wie Sozialdemokraten und Sozialrevolutionäre in die Verbannung und Zwangsarbeit geschickt. Insgesamt wurden zwischen 1807 und 1917 etwa 1,5 Millionen Menschen nach Sibirien verbannt. Exakte Zahlen liegen nicht vor. Die statistischen Daten sind aufgrund mangelhafter Aufzeichnungen nicht eindeutig.
Als mit der Februarrevolution 1917 das Zarenreich zusammenbrach, endete auch die Praxis der Katorga. In der Folgezeit kehren zahlreiche Häftlinge aus den östlichen Regionen zurück und es entwickelte sich in Sowjetrussland und der frühen Sowjetunion eine rege Aufarbeitung der Ereignisse. Verbannte, Betroffene, Angehörige und auch ehemaliges Personal veröffentlichten Tagebücher, Aufzeichnungen, Erinnerungen und Nekrologe an die Zeit der Haft. Mit Beginn des Stalinismus und dem Aufbau des Gulag-Systems endete die relativ liberale und produktive Phase und die Katorga wurde aufgrund der eindeutigen Parallelen zum neuen Haftsystem kaum weiter thematisiert. Erst mit dem Tode Stalins 1953 und der folgenden Entstalinisierung ab 1956 rückte das Thema wieder stärker in den wissenschaftlichen Fokus. Im Westen war die Katorga-Forschung bis in die 1990er Jahre kaum vorhanden und wird vor allem durch die Arbeiten von Alan Wood betrieben.

## Zielsetzungen
Mit der Exilpraxis und dem System der Katorga sollten vor allem drei Ziele erreicht werden. Zum einen diente es als Möglichkeit, Kriminelle und andere unerwünschte Personen aus dem europäischen Russland zu entfernen, und erfüllte somit eine gesellschaftliche Funktion. Neben Schwerverbrechern, wie Mördern, Räubern und Vergewaltigern, wurden besonders die politischen Aktivisten verbannt und mit den schwersten Strafen belegt, da sie in den Augen des Zaren eine erhebliche Bedrohung für das System der Autokratie darstellten. Besonders nach Aufständen oder Attentaten wurden die Repressionen verschärft und vermehrt Menschen aufgrund politischer Straftaten verbannt. Heute übliche Methoden im Strafvollzug, die eine Resozialisierung ermöglichen sollen, waren in der Vergangenheit nicht bekannt. Da die Katorga eine Verbannung für den Rest des gesamten Lebens einschloss, wurden unerwünschte Personen damit dauerhaft aus den westlichen Gebieten entfernt. Dass die Kriminalität damit nicht beseitigt, sondern nur verschoben wurde, war unvermeidlich.
Die zweite Absicht betrifft die ökonomische Ausbeutung Sibiriens und zeigte sich vor allem in der Praxis, Zwangsarbeit in Fabriken oder Minen leisten zu lassen. Die reichen Vorräte an Gold und Silber sollten auf diese Weise genutzt werden. Da besondere Gebiete direkt der kaiserlichen Familie unterstanden, flossen die Gewinne auch in den Privatbesitz des Zaren. Jedoch verlor die ökonomische Ausbeutung mit der Zeit an Bedeutung, da bestimmte Vorkommen, etwa in Nertschinsk, Mitte des 19. Jahrhunderts erschöpft waren und mit den vergleichsweise primitiven Abbaumethoden nicht weiter bearbeitet werden konnten.
Drittes Ziel der Verbannung und Katorga war es, die weiten und nur dünn besiedelten sibirischen Gebiete zu bevölkern und zu russifizieren. Damit sollten ebenso die Grenzgebiete zu China gesichert werden, die lange Zeit umstritten waren. Auch nach dem Vertrag von Nertschinsk flackerten immer wieder Konflikte in der Grenzregion zu China auf.

## Organisation
Die im westlichen Russland verurteilten Straftäter und politischen Gefangenen wurden zuerst in Gefängnissen gesammelt und mussten anschließend den Weg nach Sibirien in Marschkolonnen zu Fuß zurücklegen. Da die Bestimmungsorte in Ostsibirien oftmals tausende Kilometer entfernt lagen, konnte eine solche Reise mehrere Jahre dauern. Getrennt wurde dabei zwischen Kriminellen und politischen Häftlingen, denen teilweise Hafterleichterungen zugestanden waren. So durften sie die Reise mit einem Wagen zurücklegen. Auch Frauen und Kinder konnten die Verbannten ins Exil begleiten, mussten allerdings meistens ähnliche Strapazen auf sich nehmen. Später wurden die Fußmärsche durch technische Möglichkeiten teilweise ersetzt, etwa durch den Transport auf Schiffen oder noch später durch die Transsibirische Eisenbahn. Eine bekannte Reiseroute zu späteren Zeiten war St. Petersburg/Moskau - Nischni Nowgorod - Perm - Tjumen - Tomsk. Die Abschnitte, die zu Fuß zurückgelegt wurden, waren mit Etappengefängnissen gesäumt, die regelmäßig als Nachtlager errichtet wurden. Das Tagespensum betrug ca. 25–30 Werst (27–32 km), jeden dritten Tag ruhte die Kolonne.
Vor der Reise wurden die Häftlinge gebrandmarkt, um eine Flucht zu verhindern und sie eindeutig als Häftlinge zu zeichnen. Dabei wurden etwa mit glühenden Eisen Brandmale gesetzt oder die Nase aufgeschlitzt, sodass charakteristische Narben entstanden. Den Männern wurde eine Kopfseite rasiert, zudem war Häftlingskleidung obligatorisch. Mehrere Kilogramm schwere Fußfesseln sollten ebenso dazu beitragen, Fluchtversuche zu unterbinden und die Moral der Häftlinge zu senken. In besonders schlechtem Zustand waren die Etappengefängnisse, da kaum finanzielle Mittel bereitgestellt wurden, um adäquate Unterkünfte zu errichten. Meistens bestanden diese Lager nur aus einem großen Raum, an dessen Wänden Pritschen angebracht waren. Überfüllung bestand dauerhaft, sodass manche Lager doppelt so viele Häftlinge aufnehmen mussten, wie vorgesehen. Die meisten Häftlinge mussten daher auf dem blanken Erdreich in Schmutz und Ungeziefer schlafen. Als Toilettenersatz standen in der Nacht Kübel bereit, die jedoch regelmäßig überliefen. Die allgemeine Hygiene war äußerst mangelhaft, sodass Infektionskrankheiten, Tuberkulose und Geschlechtskrankheiten rasch um sich griffen.
Dostojewski verarbeitete in Aufzeichnungen aus einem Totenhaus (erschienen 1860–1862) seine Erlebnisse als politischer Gefangener von 1849 bis 1853 in Sibirien und schilderte damit die seinerzeitige Realität der Katorga.
Im russischen Strafgesetzbuch von 1885 war es eine Strafe für politische Gefangene, bei der diese zu Zwangsarbeit in Arbeitslagern verurteilt wurden. In der Regel wurden die Gefangenen auf Lebenszeit verbannt, wobei die Zwangsarbeit einige Jahre nach der Deportation endete. Die Delinquenten hatten sich anschließend in der Nähe des Verbannungsorts anzusiedeln.
Anton Tschechow reiste 1890 auf die Insel Sachalin, um dort drei Monate lang die Deportierten zu befragen. Seine Erfahrung schilderte er 1894 im Buch „Die Insel Sachalin“.

## Darstellungen
- Markus Ackeret: In der Welt der Katorga: die Zwangsarbeitsstrafe für politische Delinquenten im ausgehenden Zarenreich (Ostsibirien und Sachalin). Osteuropa-Institut, München 2007, ISBN 978-3-938980-11-8 (Download als PDF, 2,1 MB, 166 Seiten).
- Daniel Beer: Das Totenhaus: Sibirisches Exil unter den Zaren (Im Original: The House of the Dead: Siberian Exile Under the Tsars). S. Fischer, Frankfurt am Main 2018, ISBN 978-3-10-397371-6.
- Andrew Armand Gentes: Exile to Siberia, 1590–1822. Palgrave Macmillan, Basingstoke 2008, ISBN 978-0-230-53693-7.
- Andrew Armand Gentes: Exile, murder and madness in Siberia, 1823–61. Palgrave Macmillan, Basingstoke 2010, ISBN 978-0-230-27326-9.